# Geschichte der Merck KGaA

Logo des Unternehmens

Logo von 2001–2015

Die Geschichte der Merck KGaA, des ältesten pharmazeutisch-chemischen Unternehmens der Welt, beginnt im Jahr 1668 mit dem Kauf einer Darmstädter Apotheke durch Friedrich Jacob Merck. Diese Apotheke wurde der Grundstein für die beiden Unternehmen Merck KGaA und Merck & Co.

## Die Engelapotheke – Keimzelle zweier Weltunternehmen

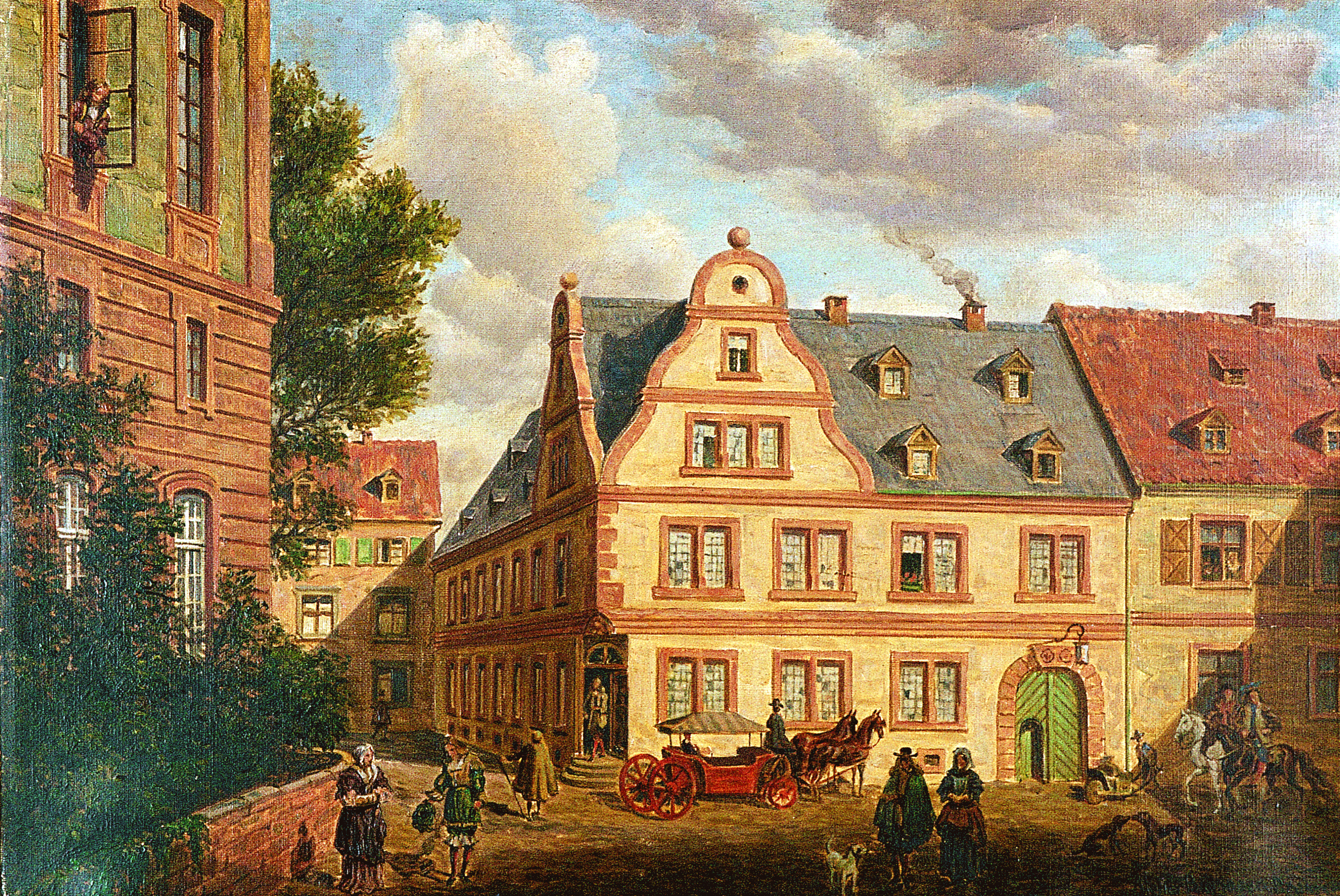
Die Mercksche Engelapotheke in Darmstadt gegen Ende des 18. Jahrhunderts

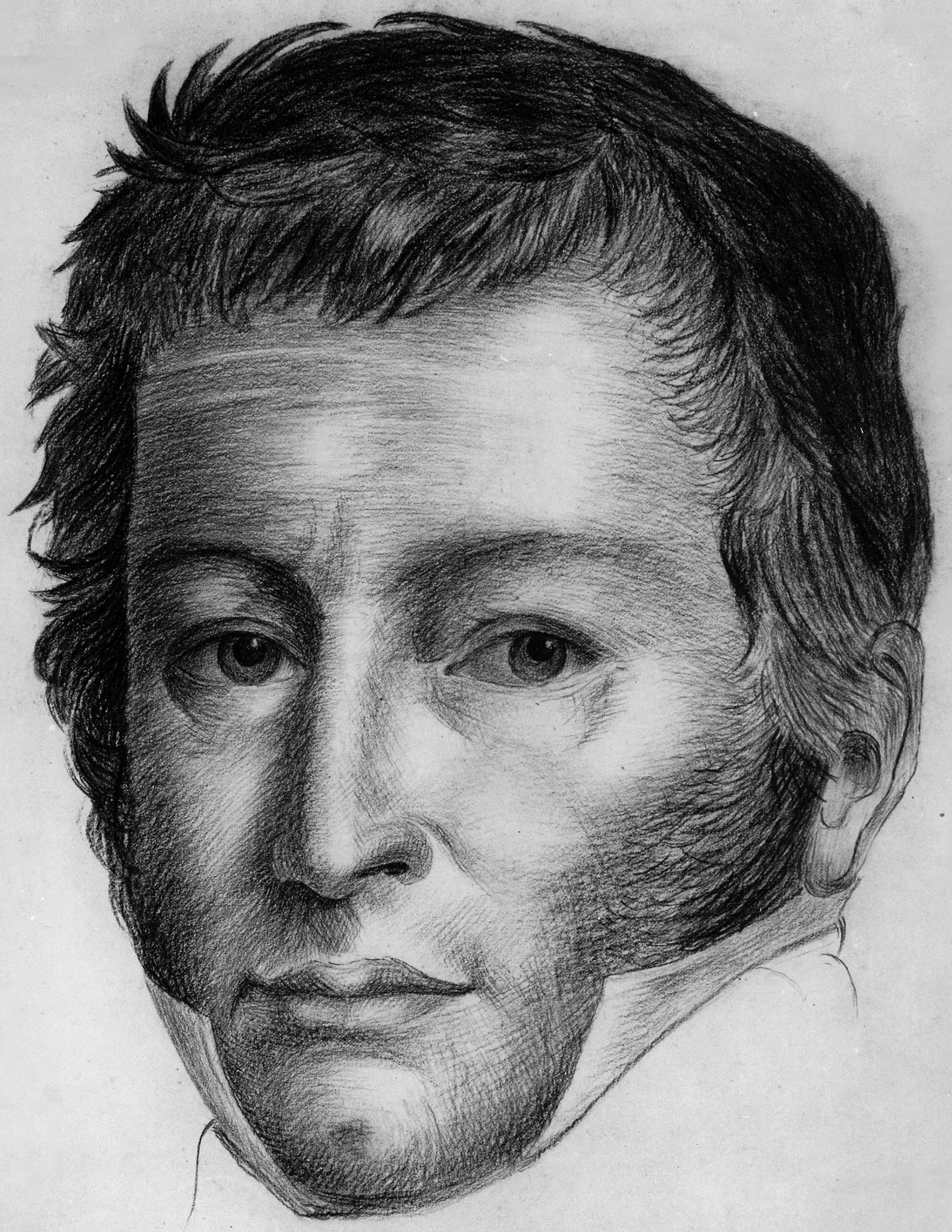
Heinrich Emanuel Merck

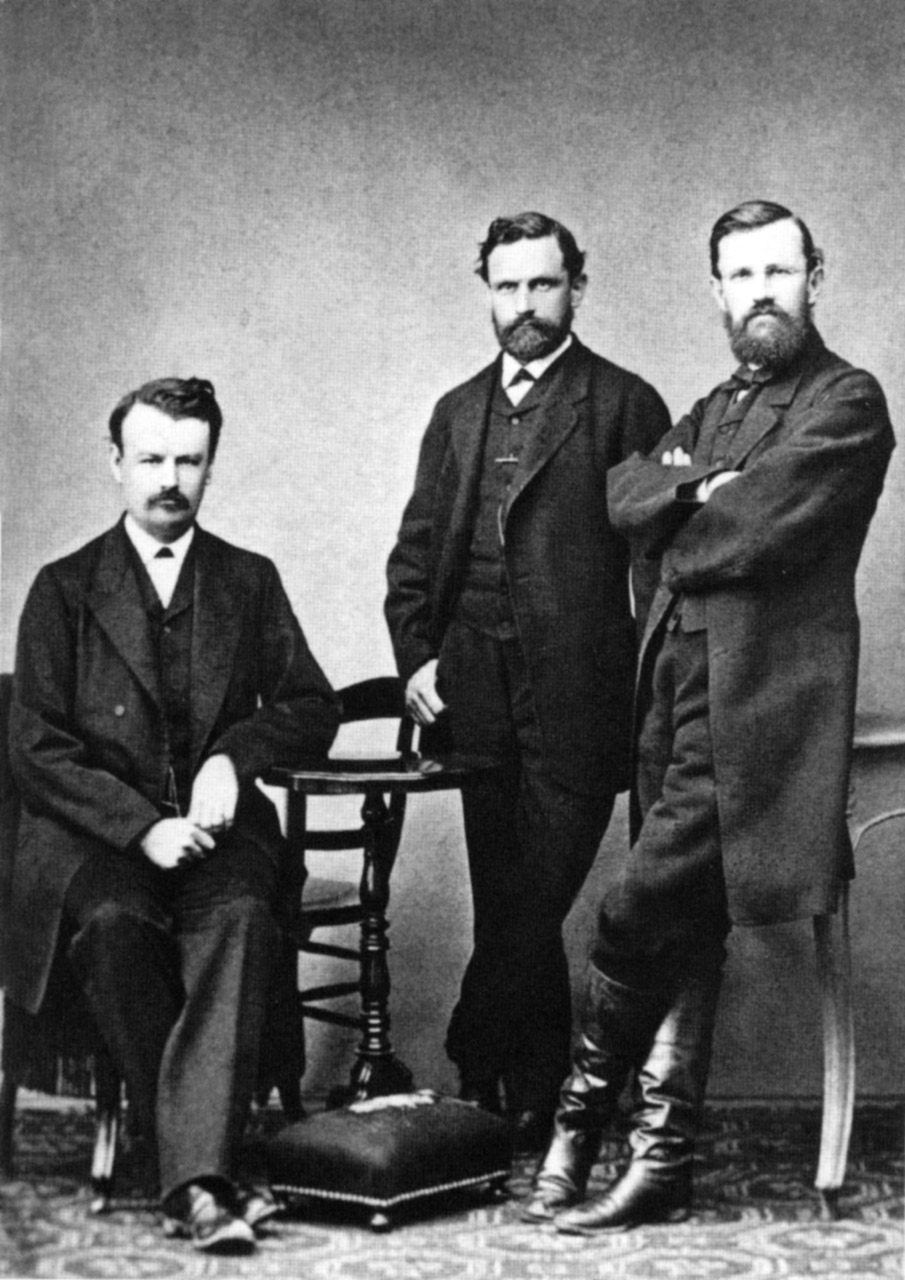
Wilhelm, Georg und Carl Merck (v. l. n. r.)

Der Schweinfurter Apotheker Friedrich Jakob Merck kam in seiner Heimatstadt beruflich nicht voran. Er und seine Brüder versuchten vergeblich eine Stelle als Provisor in einer Apotheke der Stadt zu bekommen. 1651 – drei Jahre nach dem Ende des Dreißigjährigen Kriegs – verließ er im Alter von 20 Jahren Schweinfurt. Über die folgenden 17 Jahre seines Lebens ist nur wenig bekannt. 1668 erwarb er in Darmstadt die Zweite Stadtapotheke, die spätere Engel-Apotheke, mit Haus und Hof. Am 26. August 1668 wurde Friedrich Jakob Merck das Apothekenprivileg ausgestellt. In der Urkunde heißt es:

„…der Ordnung gemeeß mit guten frischen, zu ein- oder anderen Curen dienlichen Medicamentis versehen, daß kein Mangel erscheine.“

Die Engel-Apotheke ging von Friedrich Jakob Merck an seinen Neffen Georg Friedrich Merck über. 1715 wurden dann Johann Franz Merck, anschließend Johann Justus Merck und danach dessen Sohn Johann Anton Merck Eigentümer der Engel-Apotheke. Letztgenannter war nicht nur Apotheker, sondern auch Sammler und Forscher, der über die Grenzen der kleinstädtischen Residenz hinaus bekannt war. Sein Sohn Heinrich Emanuel Merck, ein Enkel des Autors und Herausgebers Johann Heinrich Merck, übernahm 1816 von seinem Vater die Engel-Apotheke. Heinrich Emanuel Merck war mit dem Chemiker Justus Liebig gut befreundet und forschte im Labor seiner Apotheke intensiv mit pflanzlichen Naturstoffen. Er konnte eine Reihe von Alkaloiden, wie beispielsweise Morphin, in reiner Form isolieren. 1827 bot er anderen Apothekern, Chemikern und Ärzten diese Wirkstoffe über sein Pharmaceutisch-chemisches Novitäten-Cabinet zum Kauf an. Dabei teilte er dem „ärztlichen und pharmaceutischen Publikum“ mit, dass er sich entschlossen habe „diese Klasse von Arzneykörpern […] im Großen herzustellen“. Mit dieser, über den Bedarf seiner eigenen Apotheke hinausgehenden Produktion, legte Heinrich Emanuel Merck den Grundstein für die pharmazeutisch-chemische
Fabrik. Die Engel-Apotheke wurde so die Keimzelle für zwei Weltunternehmen.
Die im Zentrum von Darmstadt gelegene Apotheke befindet sich noch heute im Besitz der Familie Merck.

## Die industrielle Ära bis zum Ersten Weltkrieg

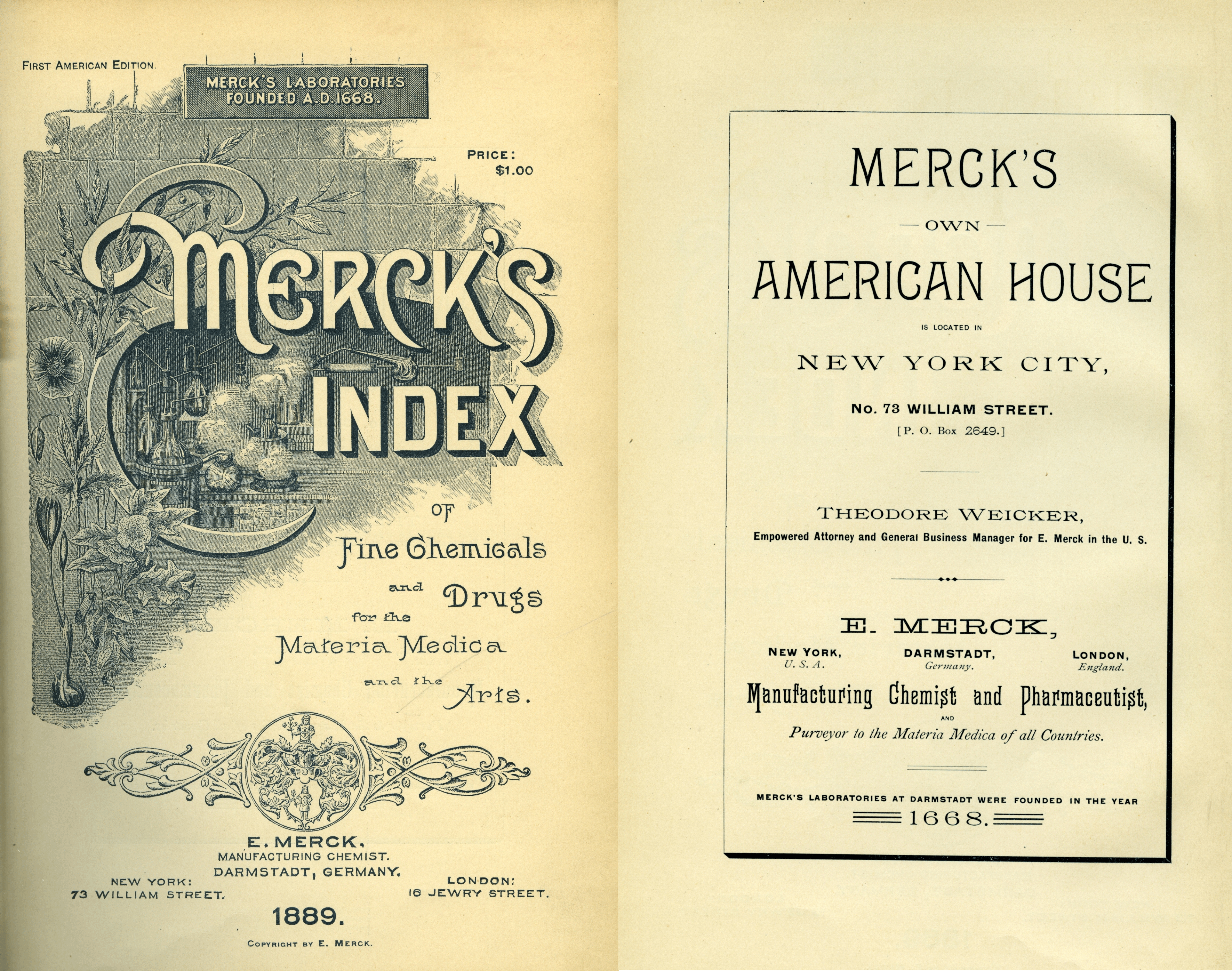
Erster Index von Merck aus dem Jahre 1889

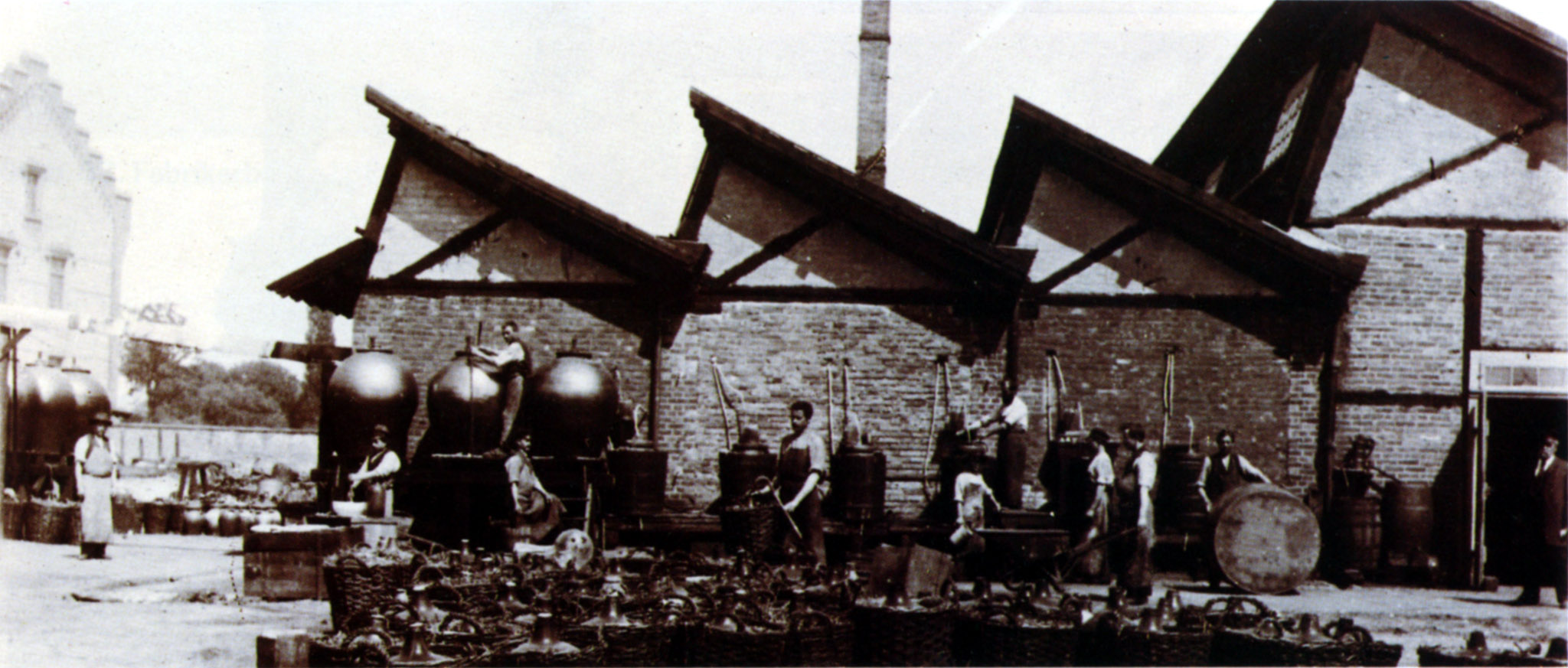
Produktion in der Fabrik von 1886

Das erste überlieferte Markenzeichen des Unternehmens wurde die Abbildung eines Engels, dem Namensgeber der Apotheke. Mit seinen Söhnen Carl, Georg und Wilhelm gründete Heinrich Emanuel Merck 1850 eine Geschäftssocietät. Nach seinem Tod 1855 übernahmen die Söhne das Unternehmen, das zum damaligen Zeitpunkt etwa 50 Mitarbeiter hatte. 1860 umfasste das Produktportfolio über 800 verschiedene Artikel, die nach verbindlich formulierten Reinheitsstandards hergestellt wurden. Dies galt zur damaligen Zeit als bahnbrechend.
Mit Thyreoidinum siccatum (getrockneter Schilddrüse von Schlachttieren) entwickelte Merck 1894 das weltweit erste Schilddrüsenpräparat. Bis heute ist Merck auf diesem Therapiegebiet mit mehreren Arzneimitteln das führende Unternehmen außerhalb der Vereinigten Staaten.
Bis 1884 war Merck das vermutlich umsatzstärkste deutsche Pharmaunternehmen. Durch innovative neuentwickelte Wirkstoffe, wie beispielsweise Phenacetin und Aspirin beziehungsweise Antipyrin und Pyramidon, konnten die damals noch jungen Konkurrenzunternehmen Bayer beziehungsweise Hoechst Merck überflügeln. Die Konkurrenz setzte konsequent auf die Entwicklung neuer synthetischer Fertigarzneimittel (Markenartikel), während Merck mit seinem breit gefächerten Sortiment an Naturstoffen mehr einer „Großapotheke“ glich. Das Portfolio der Wettbewerber war kleiner und die Gewinnspannen der kostengünstiger zu produzierenden Synthetika deutlich größer.
Der Trend der Zeit wurde nach den Erfolgen der Konkurrenz auch bei Merck erkannt und die Entwicklung in Richtung neuer synthetischer Wirkstoffe vorangetrieben. Erste Erfolge stellten sich in den folgenden Jahren ein. So brachte Merck 1903 mit dem Schlafmittel Veronal weltweit das erste Barbiturat auf den Markt.
Durch das Wachstum des Unternehmens wurde das Firmengelände in der Darmstädter Innenstadt bald zu klein und Erweiterungsmöglichkeiten auf Nachbargrundstücke gab es nicht. Deshalb wurden Pläne entwickelt die gesamte Fabrik zu verlegen. Dabei wurde auch die Verlagerung in eine andere Stadt, beispielsweise Gernsheim, Aschaffenburg oder Hamburg diskutiert, da diese Orte eine Anbindung an eine Wasserstraße ermöglicht hätten. Letztlich fiel die Entscheidung für einen Verbleib in Darmstadt. Dort verfügte man über 1000 gut ausgebildete Mitarbeiter und außerdem wollte man die etablierte Firmenbezeichnung E. Merck Darmstadt nicht aufgeben. Das Unternehmen erwarb im Norden von Darmstadt ein geeignetes großes Grundstück und 1901 wurde nach der Erteilung der Baugenehmigungen mit dem Aufbau der neuen Fabrik begonnen. 1903 und 1904 zogen die einzelnen Produktionsbetriebe nach und nach um. Die alte Fabrik wurde nach Abschluss der Umzugsarbeiten gesprengt. Die nachfolgenden Jahre waren durch ein starkes Wachstum geprägt. Lag die Mitarbeiterzahl nach dem Umzug bei 1200, so stieg sie in den folgenden zehn Jahren auf 2100 an. Der jährliche Umsatz stieg von 12 auf 26 Millionen Mark.
1906 bildete Merck zusammen mit Boehringer Mannheim (heute Roche Diagnostics), Knoll (heute Abbott Laboratories) und Gehe & Co. (heute Celesio) eine Interessengemeinschaft (IG). Das Berliner Unternehmen J. D. Riedel trat ein Jahr später der Interessengemeinschaft bei. Die IG sollte ein Gegengewicht zu den Teerfarbenfabriken bilden, die sich bereits 1904 zu dem Dreibund (Bayer, BASF und Agfa) beziehungsweise dem Dreiverband (Hoechst, Cassella und Kalle) zusammengeschlossen hatten. Innerhalb der Interessengemeinschaften wurden die Geschäftsfelder aufgeteilt und – damals erlaubte – Preisabsprachen getätigt. Merck gab beispielsweise die Produktion von Codein zugunsten von Knoll auf, begann dafür aber mit der Produktion von Atropin, Scopolamin und Spartein für die anderen Unternehmen der IG. Durch die Bündelung der Kapazitäten konnte die Interessengemeinschaft die Einkaufspreise für Rohstoffe reduzieren. Allerdings gab es immer wieder Streit bei der Festlegung der Produktions- und Gewinnquoten, sowie über die Buchführung. Nach dem Ersten Weltkrieg wurde die Interessengemeinschaft aufgelöst. 1914 gründete Merck zusammen mit Boehringer Mannheim und Knoll das Unternehmen MBK (Merck, Boehringer und Knoll). Unter den Markennamen und Compretten und Amphiolen wurden verschiedene neue Arzneimittel vertrieben. Die Kohle-Compretten wurden erstmals 1924 unter dieser Bezeichnung in den Handel gebracht. Das Gemeinschaftsunternehmen MBK bestand bis 1971.
Der Merck-Chemiker Anton Köllisch synthetisierte 1912 erstmals MDMA. Die psychoaktive Wirkung dieser, ab den 1980er Jahren unter dem Namen Ecstasy weltweit bekannt gewordenen und missbrauchten Substanz, wurde erst Jahrzehnte später entdeckt. Merck hat MDMA nie als Medikament vermarktet.

## Die US-Niederlassung – Grundstein für ein anderes Weltunternehmen

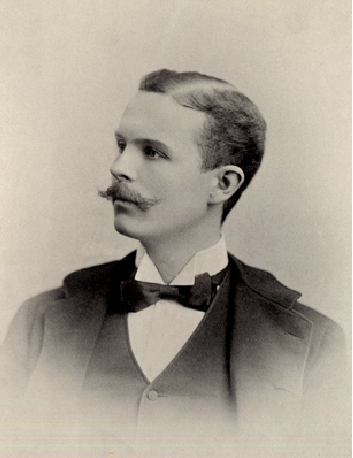
Georg(e) Merck um 1900

Die Darmstädter Geschäftssocietät E. Merck entsandte 1887 mit dem Chemiker Theodor Weicker einen Repräsentanten in die Vereinigten Staaten, um dort ein Verkaufsbüro („Agentur für den Verkauf von Drogen und chemischen Produkten“) zu eröffnen. Zu diesem Zeitpunkt hatte Merck bereits ein erfolgreiches Exportgeschäft in die Vereinigten Staaten. Allerdings mehrten sich die Berichte über gefälschte Etiketten und den Verkauf minderwertiger Ware unter Marke Merck (Produktpiraterie). Zwei Jahre später entschloss sich die Darmstädter Unternehmensleitung dazu, einen Vertreter der Familie zu entsenden und ständig vor Ort zu haben.
Dies sollte der kaufmännisch ausgebildete und in London lebende Georg Merck (ab 1902 George Merck) sein, ein 22-jähriger Enkel von Heinrich Emanuel Merck und jüngster Sohn von Wilhelm Merck. Im August 1889 vereinbarten Georg Merck und Weicker, eine Handelsgesellschaft in New York zu gründen. 1890 gründeten beide das Unternehmen Merck & Co. mit dem Sitz in New York City. Die Beteiligung ermöglichte ein Darlehen von 200.000 US-Dollar aus Darmstadt, wobei Georg Merck seinen Pflichten als Teilhaber der Geschäftssocietät E. Merck weiterhin „gewissenhaft nachkommen“ sollte. Das neugegründete Unternehmen sollte sich nach außen selbstständiges Unternehmen, als new branch, etablieren, die Verbindungen zum Darmstädter Mutterhaus aber trotzdem eng bleiben. Die Unternehmensgewinne, die Georg auf Grund der Anteile an der neuen Gesellschaft zustanden, musste er ohne Abzüge an die Muttergesellschaft abführen. Georg hatte zudem „von Zeit zu Zeit über den Gang und Stand der Angelegenheiten der New Yorker Gesellschaft Kenntnis zu geben“ und „Abschriften der Inventare und Bilanzen“ zur Verfügung zu stellen. Den Gesellschaftsvertrag der Merck & Co. durfte er „bei Vermeidung der Fälligkeit der Darlehensschuld nicht ändern“. Im Gegenzug verpflichteten sich die Darmstädter, Georg Merck eine feste jährliche Vergütung zu zahlen und mögliche Verluste zu übernehmen.
Der Unternehmenszweck war zunächst auf Einfuhr und Vertrieb von in Darmstadt hergestellten Waren beschränkt. 1897 wurde erstmals ein Umsatz von über einer Million US-Dollar erzielt und das Unternehmen bezog ein eigenes sechsstöckiges Bürohaus am University Place in New York.
Im gleichen Jahr schrieb Georg Merck an seinen Darmstädter Cousin Louis Merck:

„Vor allen Dingen müssen wir uns klar sein, dass der Schwerpunkt unseres Geschäfts in absehbarer Zeit hier in Amerika liegen wird, wenigstens soweit Vertrieb der Artikel in Betracht kommt. Was Fabrikation anbelangt, wer weiß? Amerika ist das Land der Zukunft [und] wird, vielleicht erst wenn wir nicht mehr sind, in vielen Artikeln unserer Branche den Weltmarkt versorgen.“

Nach dem Umzug stieg Merck & Co. in den Direktvertrieb ein. Dazu wurde im ersten Stock des Bürohauses eine eigene Apotheke eingerichtet. Die bestens ausgestattete und sehr elegant eingerichtete Apotheke provozierte allerdings den Widerstand einiger der bisher besten Kunden, die Merck belieferte: andere Apothekenbetreiber. Aus Furcht vor der aggressiven Konkurrenz kam es durch zwei pharmazeutische Gesellschaften zu Protesten direkt in Darmstadt. Das neue Geschäftsmodell „Merck Pharmacy“ gab Merck & Co. nach zwei Jahren auf und verfolgte eine neue Strategie. Auf die aus Deutschland importierten Produkte musste Merck & Co. hohe Schutzzölle zahlen. Theodor Weicker und Georg Merck erwarben daher 1899 ein 150 Acre (≈ 60 ha) großes Gelände in Rahway/New Jersey, auf dem sie 1903 dann selbst mit der Produktion verschiedener Chemikalien und Arzneistoffe begannen. Das Geld für das Fabrikgelände kam, wie auch die wissenschaftliche und technische Expertise, von der Darmstädter Muttergesellschaft.
Ein Jahr später verließ der Teilhaber Weicker das Unternehmen und gründete die Theodor Weicker Company. 1905 wurde Weicker Präsident der Squibb Corporation und durch einen Aktienkauf im Wert von 900.000 US-Dollar im gleichen Jahr auch größter Anteilseigner am Unternehmen.
Zur Beschaffung von neuem Kapital wurde Merck & Co. 1908 in eine Aktiengesellschaft umfirmiert. Von den ausgegebenen 2500 Aktien hielt George Merck alle, bis auf zwei. Die beiden anderen Aktien wurden von Ernst Kauder und Henry Schenck, Georges Schwager, gehalten. Kauder war ein Darmstädter Chemiker, der zum Aufbau der Produktion in die USA immigrierte. Die Änderung der Rechtsform des Unternehmens hatte den Vorteil, dass nun Anleihen begeben werden konnten. So wurde eine 20-jährige Anleihe auf Gold-Rentenpapiere mit einem Gesamtwert von 750.000 US-Dollar ausgestellt.
1912 gründete Merck & Co. eine Filiale in Kanada.
Mit dem Ersten Weltkrieg änderte sich alles. Die Nachfrage nach Produkten wie auch die Preise stiegen stark an. 1915 erreichte Merck & Co. einen Umsatz von knapp 7 Millionen US-Dollar, mit einem Gewinn von 1,433 Millionen US-Dollar. Die britische Seeblockade machte es für deutsche Handelsschiffe nahezu unmöglich, den Atlantik zu überqueren. Die Produktion und Forschungsaktivitäten in Rahway werden deutlich erhöht. Ein Handels-U-Boot (die  Deutschland) schaffte es 1916 noch, Produkte, die auch für Merck & Co. bestimmt waren, zu verschiffen. Danach riss der Kontakt für den Warentransfer ab.
1917 traten die Vereinigten Staaten in den Ersten Weltkrieg ein. Die US-Regierung beschloss den Trading with the Enemy Act, der es ihr ermöglichte, verschiedene Maßnahmen in Bezug auf das Eigentum deutscher Privatpersonen und deutscher Unternehmen, die in den USA agierten, zu treffen. Die Maßnahmen reichten dabei bis zur Beschlagnahme. Am 3. April 1918 wendete sich George Merck an den zuständigen Alien Property Custodian (dt. ‚Treuhänder für ausländisches Eigentum‘), um ihm die Verbindungen von Merck & Co. zur Darmstädter Muttergesellschaft zu erklären. Er gab an, dass er der Inhaber von 20 % der Anteile an Merck & Co. sei, aufgrund der Tatsache, dass er 20 % der Anteile an E. Merck in Darmstadt besäße. Die übrigen 80 % der Anteile seien, trotz der bestehenden finanziellen Verbindungen nach Darmstadt, nicht dem deutschen Unternehmen E. Merck zuzurechnen. Die Behörde solle dies nach der geltenden Gesetzeslage aber selbst beurteilen.
Der Alien Property Custodian nahm daraufhin die Ermittlungen auf, die vor allem die Verbindungen zur Muttergesellschaft durchleuchteten. Die Ermittler kamen zu dem Ergebnis, dass Merck & Co. sehr „deutsch“ organisiert war. Finanzierung, Organisation und Hierarchie seien sehr konservativ. Diese „deutschen“ Charakterzüge verleiteten die von der zuständigen Behörde betrauten Wirtschaftsprüfer zu dem Schluss, dass „die Entwicklung einer derart vertrauenswürdigen Organisation konnte nicht Schritt halten mit dem Wachstum des Geschäfts.“
Des Weiteren wurde festgestellt, dass sämtliche Gewinne nach Deutschland abgeführt wurden, was im Widerspruch zu den nach außen dargestellten Besitzverhältnissen stand. Daraus schloss der Alien Property Custodian, dass Merck & Co. offensichtlich im Besitz der deutschen Muttergesellschaft war. Er war der Meinung, „dass ein indirekter Besitz dieser Art nicht unter den Trading with the Enemy Act fällt, und ich habe folglich festgelegt, dass das gesamte Aktienkapital im Besitz des Feindes ist und dementsprechend zu übernehmen sei.“
Der 80-Prozent-Anteil von E. Merck an Merck & Co. wurde am 9. Mai 1919 öffentlich versteigert. George Merck, der seit 1902 US-amerikanischer Staatsbürger war, behielt seinen Anteil am Unternehmen. Mit diesem Akt endeten die Beziehungen zwischen der deutschen Muttergesellschaft und ihrem US-Tochterunternehmen.
George Merck gründete zum Erwerb des 80-Prozent-Anteils zusammen mit Goldman Sachs, Lehman Brothers und weiteren Investoren die Firma McKenna Corporation. Dieses Unternehmen erhielt für 3,75 Millionen US-Dollar den Zuschlag. Merck & Co. erwirtschaftete 1917 und 1918 ein Umsatz von jeweils über 8 Millionen US-Dollar. Ein Treuhandabkommen (trust agreement) wurde unterzeichnet, um einen möglichen Einfluss oder gar die Kontrolle durch die deutsche E. Merck auszuschließen. George Merck bekam 1919 wieder die volle Kontrolle über das vollständig im öffentlichen Besitz befindliche Unternehmen.
Durch die Enteignung verlor die deutsche E. Merck in Nordamerika auch die Rechte an dem Namen „Merck“. Das Darmstädter Unternehmen darf bis zum heutigen Tag diesen Namen dort nicht verwenden. Die Merck KGaA, als Rechtsnachfolger der Geschäftssocietät E. Merck beziehungsweise der E. Merck AG, tritt in dieser Region daher unter dem Namen EMD (abgeleitet von Emanuel Merck, Darmstadt) auf. Umgekehrt darf die US-amerikanische Merck & Co., Inc. in der übrigen Welt nicht unter dem Namen „Merck“ auftreten. Sie firmiert dort als MSD Sharp & Dohme (abgeleitet von Merck Sharp & Dohme). 1922 wurde zwischen beiden Unternehmen ein erstes Abkommen zur Nutzung des Namens „Merck“ geschlossen. 1955 wurde dann ein eindeutiges Abkommen bezüglich der Namensrechte geschlossen.

## Merck im Ersten Weltkrieg und in der Weimarer Republik
Der Erste Weltkrieg unterbrach das über Jahre beständige Wachstum von Merck radikal. Tochtergesellschaften im Ausland gingen ebenso verloren wie wichtige Exportmärkte. Im Unternehmen entstand ein Mangel an Arbeit, der durch die Einberufung fast der Hälfte der Belegschaft anfänglich nur zum Teil kompensiert werden konnte. Die Mitarbeiterzahl sank im ersten Kriegsjahr von 2101 auf 1271. Im Laufe des Krieges wurde das fehlende Exportgeschäft zunehmend durch eine starke Binnennachfrage aufgefangen. Auch die Zahl der Mitarbeiter stieg wieder an und übertraf am Kriegsende mit 2243 Beschäftigten den Vorkriegswert. Ein Großteil der Umsätze wurde mit Heereslieferungen erzielt. Darunter fielen beispielsweise Morphin, Codein, Narkoseäther, Desinfektionsmittel und Impfstoffe gegen Cholera und Typhus. Da Pferde im Ersten Weltkrieg noch eine wichtige Rolle spielten, wurden auch große Mengen an Veterinärarzneimitteln produziert. Beispielsweise Aloe-Pillen und Pyoktanin gegen Koliken. Auch Pferdegasmasken wurden produziert: im letzten Kriegsjahr 45.500 Stück. Im Rahmen des Hindenburg-Programms begannen 60 Mitarbeiter im September 1917 mit der Herstellung von Phosphorgeschossen. Die Tagesproduktion lag zunächst bei 10.000 Stück. Im April 1918 produzierten 228 Arbeiter täglich 60.000 Stück.
Als Alternative zu Morphin und Codein brachte Merck 1917 Eukodal (INN: Oxycodon) als schmerz- und hustenstillendes Mittel auf den Markt.
1920 bildete E. Merck ein Direktorium. Erstmals in der Geschichte der Firma kamen so Mitarbeiter in die Unternehmensleitung, die nicht Mitglied der Familie Merck waren. Der Vorsitz des Direktoriums durfte aber nur von einem Firmeninhaber, sprich Familienmitglied, bekleidet werden.
1927 brachte Merck zusammen mit Bayer das Vitamin-D-Präparat Vigantol auf den Markt.:167

## Merck im Dritten Reich

Das „Ostarbeiter“-Kennzeichen

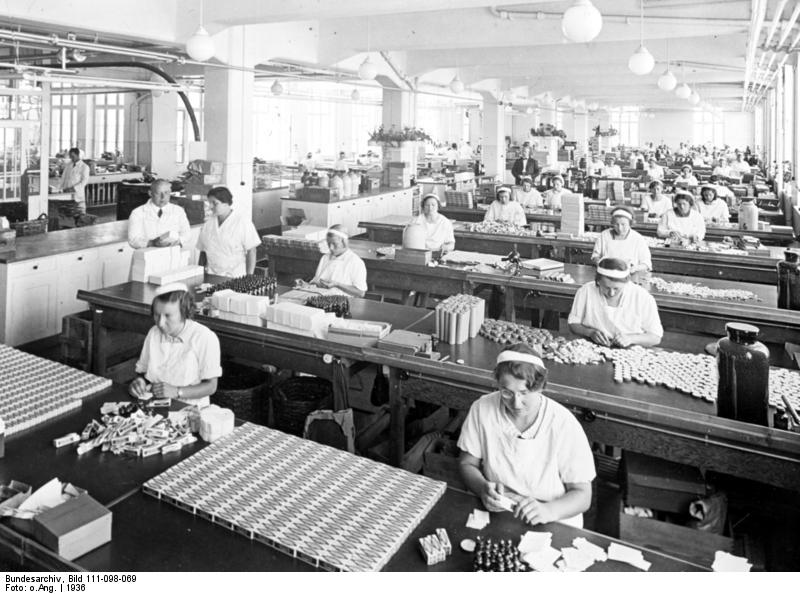
Medikamentenverpackung 1936

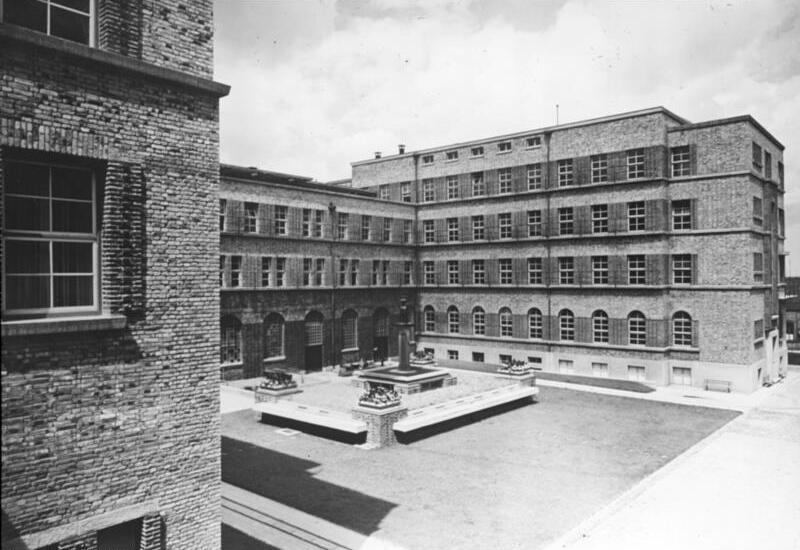
Der Innenhof des Hauptlaboratoriums 1936

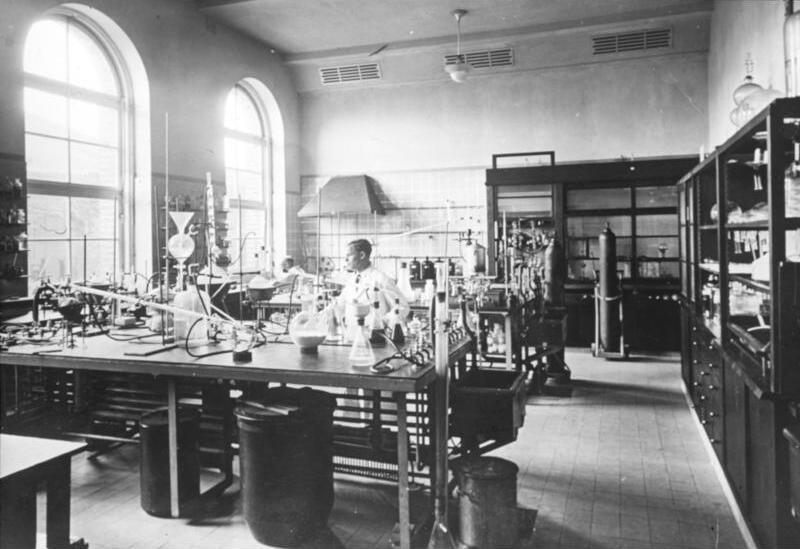
Ein Mercksches Forschungslabor 1936

Mit Betabion (Wirkstoff: Thiamin) brachte Merck 1936 als weltweit erstes Unternehmen Vitamin B1 auf den Markt.
1939 hatte Merck 4000 Mitarbeiter. Bedingt durch den Zweiten Weltkrieg wurde in der Folgezeit ein großer Teil der männlichen Belegschaft zur Wehrmacht einberufen oder anderweitig zwangsverpflichtet. Um die Produktion aufrechterhalten zu können, wurden ab 1941 ausländische Arbeitskräfte (Zivilarbeiter) angeworben. Dies waren im Wesentlichen Flamen (848), aber auch Wallonen (18), Franzosen (154), Holländer (112) und Italiener (254). Die Zivilarbeiter lebten mit ihren Familien in Wohnungen oder Zivilarbeiterlagern. Sie konnten sich frei bewegen. Ab 1942 wurden Merck Ostarbeiter zugeteilt: 257 Russen und 8 Polen, wobei es sich in der Mehrzahl um Frauen handelte. Insgesamt gab Merck bei der Ausländersuchaktion am 25. August 1947 an, zwischen dem 1. September 1939 und Kriegsende die Zahl von 1659 ausländischen Personen beschäftigt zu haben.
Ein wesentliches Kriterium für die Zuteilung von Zwangsarbeitern war die Sicherstellung der Produktion kriegswichtiger Erzeugnisse. Bei Merck wurden als kriegswichtige Produkte eingestuft:
- Eukodal (Dihydrohydroxycodein-hydrochlorid)
- Scophedal (ein Kombinationspräparat aus Scopolamin, Dihydrohydroxycodein und Ephedrin, das zur Analgesie, Sedierung und Narkosevorbereitung benötigt wurde)
- Glucose- und Kohletabletten
- Vitaminpräparate, insbesondere Ascorbinsäure
- verschiedene Chemikalien, wie beispielsweise Wasserstoffperoxid

Vom Reichsernährungsministerium wurden Schädlingsbekämpfungsmittel (Biozide), wie Calciumarsenat Esturmit gegen Kartoffelkäfer und das Entlausungsmittel Cuprex als kriegswichtig betrachtet. 1942 wurden beispielsweise 543 Tonnen Calciumarsenat produziert; bis zum Juli des Jahres überwiegend von französischen Kriegsgefangenen, danach von Ostarbeiterinnen, da die Franzosen für andere Industrien beziehungsweise in die Landwirtschaft verpflichtet wurden.
Im Rahmen die allgemeinen Thematisierung der Zwangsarbeit im „Dritten Reich“ und der „Zwangsarbeiterentschädigung“ Ende der 1990er Jahre wurde auch bei Merck die eigene Geschichte dieser Zeitspanne aufgearbeitet. Dabei wurde versucht, die objektiven Lebensumstände und Arbeitsbedingungen der Zwangsarbeiter im Unternehmen zu rekonstruieren, um einen Eindruck des Gefährdungspotenzials zu erhalten. Die Recherche beinhaltete unter anderem Jahresberichte von einzelnen Produktionsbetrieben, Personal- und Sozialbereichsakten, Lohnlisten, Direktionsprotokolle und Fotos. Es wurden des Weiteren Gespräche mit einer ehemaligen Ostarbeiterin und anderen Zeitzeugen geführt. Ein Ergebnis der Recherchen ist, „daß man bestrebt war, diese Frauen nicht ideologiekonform als Untermenschen zu behandeln, sondern versuchte, ihr Dasein so erträglich wie möglich zu machen – auch unter schwierigsten Umständen ließen sich moralische Grundwerte einhalten.“ Die wesentliche Motivation dazu war „natürlich auch, daß man die Arbeitskraft der bald spezialisierten Mitarbeiter zu erhalten suchte.“
Die Ostarbeiterinnen wurden in verschiedenen Bereichen des Unternehmens eingesetzt, beispielsweise in der Qualitätskontrolle, im Versand, bei Destillationsarbeiten oder der Herstellung von Kartonagen. Sie erhielten für ihre Arbeit einen Lohn in Höhe von etwa 75 % des regulären Lohns. Nach Abzug der Kosten für Unterkunft und Verpflegung wurden etwa 40 Reichsmark pro Monat ausgezahlt. Die Unterkünfte bestanden aus zwei auf dem Werksgelände befindlichen Baracken. Sie waren von einem Drahtzaun umgeben und wurden von Personen des Werkschutzes bewacht. Das Werksgelände durfte offiziell nur gruppenweise und unter Aufsicht verlassen werden. Dabei war das „Ostarbeiter“-Kennzeichen zu tragen. Diese Bestimmungen wurden allerdings nicht immer restriktiv gehandhabt. Die medizinische Versorgung der Ostarbeiterinnen wird als unzulänglich geschildert.
Als Folge der Aufarbeitung der eigenen Geschichte ist Merck nicht nur der Entschädigungsfonds der deutschen Wirtschaft beigetreten, sondern hat darüber hinaus den ermittelten Ostarbeitern als Bemühung um Wiedergutmachung eine zusätzliche persönliche Entschädigung gezahlt und das „Apothekenprojekt Belarus“ initiiert. In diesem Projekt können alle Personen, die von der „Belarussischen Republikanischen Stiftung Verständigung und Versöhnung“ als Insassen eines Konzentrationslagers, Ghettos, Gefängnisses oder als Zwangsarbeiter registriert sind kostenfrei Arzneimittel erhalten. Die erste Apotheke wurde 1998 in Minsk eröffnet.
Während der Zeit des Nationalsozialismus wurde das Unternehmen von Karl Emanuel Merck geleitet, einem Urenkel von Heinrich Emanuel Merck. Er gehörte dem Reichsgesundheitsrat an, war Wehrwirtschaftsführer und ab 1934 Mitglied des Sachverständigenbeirats für Volksgesundheit der Reichsleitung der NSDAP. Nach dem Krieg war er bis 1959 Vorstandsvorsitzender und von 1961 bis 1964 Aufsichtsratsvorsitzender der E. Merck AG.
Merck unterstützte ab 1928 den Unternehmer und späteren Leiter der Reichswirtschaftskammer Albert Pietzsch. An den von Pietzsch geleiteten Elektrochemischen Werke München (EWM) war Merck mit 28 % beteiligt. Die EWM produzierte konzentriertes Wasserstoffperoxid, das unter anderem als Treibstoff für Raketentriebwerke (für die A4-Brennstoffpumpe), U-Boot-Turbinen und Torpedoaggregate diente. Karl Merck war 1943 Aufsichtsratsvorsitzender der EWM. An der Chemiefabrik Transehe, die kriegswichtige Chemikalien wie B- und C-Stoff produzierte, war Merck Hauptgesellschafter. B- und C-Stoff bestanden im Wesentlichen aus Hydrazin und waren eine Komponente (Reduktans) eines Raketentreibstoffes, der beispielsweise in der Messerschmitt Me 163 eingesetzt wurde.
1942 schieden Louis und Wilhelm Merck aus dem Kreis der offenen Teilhaber aus. Dies geschah auf Betreiben von Bernhard Pfotenhauer (1884–1945). Pfotenhauer war ein „glühender Nationalsozialist“:73 und 1923 oder 1924 von der Darmstädter und Nationalbank zu Merck gewechselt. Im Direktorium des Unternehmens spielte er schon vor 1933 eine führende Rolle. Er hatte beste Beziehungen zu Gauleiter Jakob Sprenger. Louis Merck war bis zu dem Eklat 1942 als Leiter der kaufmännischen Abteilungen der Vorgesetzte von Pfotenhauer. Ein Grund für das Ausscheiden der beiden Familienmitglieder aus der Geschäftsleitung war die Befürchtung, dass bei einem weiteren Verbleib in der Geschäftsleitung, Pfotenhauer mit Hilfe Sprengers zum Generalkommissar von Merck ernannt werden könne und so die vollständige Kontrolle über das Familienunternehmen bekäme. Die Eigentümer wären dann vollständig aus der Unternehmensleitung herausgedrängt worden. Pfotenhauer wurde später zum Wehrwirtschaftsführer ernannt.
Am Mittag des 12. Dezember 1944 wurden bei einem Luftangriff auf Merck 60 Mitarbeiter getötet und fast 70 Prozent der Gebäude zerstört. Die Produktionskapazität wurde zu 70 bis 80 Prozent vernichtet. Zu dieser Zeit waren insgesamt etwa 3000 Mitarbeiter – einschließlich Zwangsarbeiter – in Darmstadt beschäftigt.
Am 25. März 1945 besetzten amerikanische Truppen das Werk. Zuvor wurden alle Hitlerbilder verbrannt und die Mitarbeiter nach Hause geschickt.

## Zwischen Wiederaufbau und Wirtschaftswunder
Für Merck endete der Zweite Weltkrieg am 25. März 1945. Die Besatzungsmacht untersagte zunächst das Verlassen der Wohnorte. Viele Pendler waren dadurch von ihrem Arbeitsplatz abgeschnitten. Am 29. März 1945 begannen die ersten 250 Werksangehörigen mit Aufräumarbeiten. Mitte April waren zwischen 800 und 900 Mitarbeiter wieder zur Arbeit erschienen. Die bestand im Wesentlichen aus Aufräum- und Instandsetzungsarbeiten. Die meisten Mitarbeiter kamen zu Fuß oder mit dem Rad zur Arbeit. Öffentliche Verkehrsmittel waren durch unterbrochene Straßenbahn- und Zugverbindungen nicht mehr vorhanden. Die Militärregierung erteilte Merck am 30. April 1945 die Genehmigung zur Produktion pharmazeutischer Substanzen. Ab dem 26. Juni 1945 durften auch wieder Schädlingsbekämpfungsmittel, Konservierungsstoffe für Lebensmittel und Chemikalien für den Laborbedarf produziert werden. Das Unternehmen wurde in dieser Zeit von einem US-amerikanischen Besatzungsoffizier geleitet, der aus der pharmazeutischen Industrie kam und den Wiederaufbau forcierte. Das gesamte Firmenvermögen wurde im September 1945 beschlagnahmt (Vermögenssperre) und der Militärverwaltung unterstellt. An Stelle der Eigentümerfamilie und der alten Geschäftsleitung wurde ein externer Treuhänder und Werkleiter eingesetzt. Im Juli 1945 beschäftigte Merck 1948 und im Dezember desselben Jahres 2290 Mitarbeiter. Im Januar 1946 wurde der Treuhänder und Werkleiter wegen „Unregelmäßigkeiten“ von den Amerikanern abgesetzt und inhaftiert. Bis zur Aufhebung der Vermögenssperre 1948 blieb sein Nachfolger im Amt.
Die im Krieg völlig zerstörte Engel-Apotheke wurde an gleicher Stelle wieder aufgebaut und im Februar 1952 neu eröffnet. Das Darmstädter Stammwerk ist einer der wenigen Großbetriebe der Chemischen Industrie, der an keinem Fluss gelegen ist. Dies war einer der wesentlichen Gründe, warum man bereits 1954 mit dem Aufbau einer Kläranlage begann. Der Ausbau der letzten Stufe der Anlage wurde 1966 beendet. Als eine der ersten Kläranlagen in Deutschland reinigte sie die Abwässer nicht nur mechanisch, sondern auch biologisch. Die Kläranlage war zum Zeitpunkt ihrer Inbetriebnahme weltweit die modernste Anlage zur Reinigung industrieller Abwässer. Der Klärschlamm wurde umweltfreundlich verbrannt. Als Vorfluter der Kläranlage dient der Darmbach.
Durch das Wirtschaftswunder angetrieben, stieg die Zahl der Mitarbeiter 1960 auf 6352. Eine Reihe neuer Wirkstoffe aus der Pharmaforschung kamen auf den Markt. Beispielsweise 1954 Thiogenal (INN: Thiobarbital), 1960 das Psychopharmakon Reactivan (INN: Fencamfamin), 1961 das Schnupfenmittel Nasivin (INN: Oxymetazolin), 1963 die Hormonpräparate Gestafortin (INN: Chlormadinon), Menova und Amenyl, sowie der neurotrophe Faktor Encephabol (INN: Pyrithioxin) und ein Jahr später die Antibabypille Aconcen.
In der Chemieforschung begannen 1957 die Arbeiten an den ersten irisierenden, anorganischen Perlglanzpigmenten. In den 1960er Jahren wurden der Selbstbräuner Dihydroxyaceton und verschiedene Lichtschutzsubstanzen (Eusolex) entwickelt. Die Flüssigkristallforschung – einer der Grundsteine für den wirtschaftlichen Erfolg des Unternehmens im 21. Jahrhundert – wurde 1968 begonnen.

### Gründung des Werkes Gernsheim

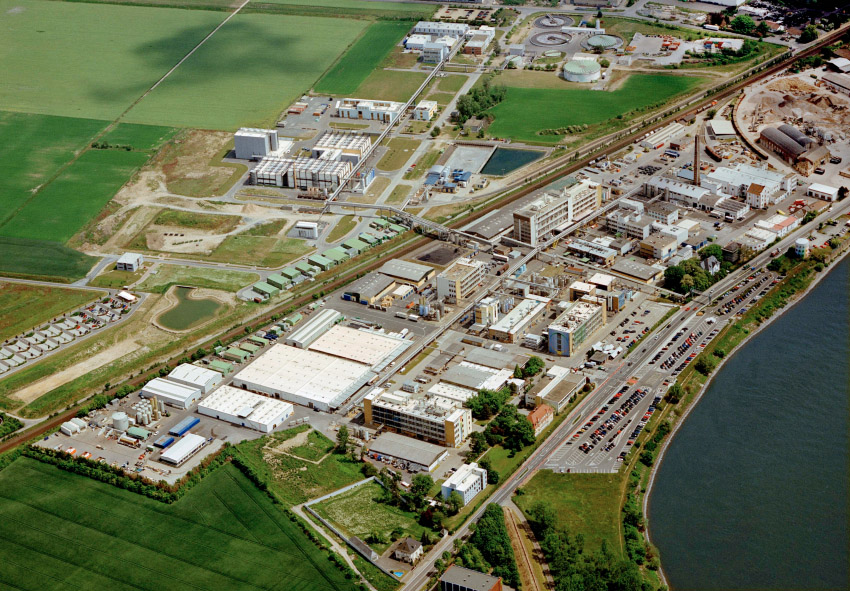
Luftaufnahme des Werkes in Gernsheim am Rhein (2004)

Der Wiederaufbau im Werk Darmstadt konnte mit der Nachfrage nach Produkten nach dem Zweiten Weltkrieg nicht Schritt halten. Merck mietete auf dem Gelände einer ehemaligen Zuckerfabrik im 25 km entfernten Gernsheim am Rhein Gebäude und Anlagen für die Produktion von Alkaloiden. Drei Tage vor der Währungsunion im Juni 1948 wurde Merck die Genehmigung für die Produktion von Pflanzenschutzmitteln auf dem Gelände erteilt. 1954 erwarb Merck dann das Gelände mit den darauf befindlichen Gebäuden.
In den 1950er Jahren wurden in Gernsheim neue Produktionsstätten, beispielsweise für Perlglanzpigmente und Thioglycolsäure aufgebaut. Heute ist das Werk mit rund 900 Mitarbeitern und einer Fläche von 92 Hektar die zweitgrößte Produktionsstätte der Merck-Gruppe.
Mit Hans Harms wurde 1959 erstmals in der Geschichte von Merck ein Nicht-Familienmitglied Chef des Unternehmens (Vorsitzender des Vorstands der E. Merck AG).

### Aconcen
Der 1960 von Merck-Chemikern entwickelte und zum Patent angemeldete Wirkstoff Chlormadinonacetat wurde von Merck unter dem Markennamen Aconcen als Antibabypille vertrieben. Bis zu Beginn der 1970er Jahre hatte Merck in Deutschland mit Aconcen einen Marktanteil von 6 bis 8,2 %. Merck war damit nach Schering (über 50 % Marktanteil mit Anovlar und Eugynon) und Parke, Davis & Co. (heute Pfizer; 13,3 % Marktanteil mit Etalontin) in Deutschland 1967 die Nummer drei auf dem Markt für hormonelle Kontrazeptiva (Antibabypillen). 1970 wurde in Langzeitversuchen mit Beagles, die eine 10- bis 25-fach höhere Dosis als beim Menschen üblich erhielten, festgestellt, dass sich bei einem Teil der Tiere gutartige Knötchen im Brustgewebe bildeten. Ratten, Mäuse und Affen, die über 29 Monate die 10- bis 50-fache Dosis (im Vergleich zur humanen Dosis) erhielten, zeigten keinerlei Gewebeveränderungen. Merck nahm trotz der widersprüchlichen Aussagen der Studien Aconcen 1970 vom Markt. Im Rückblick haben sich die damaligen Befürchtungen als nicht haltbar erwiesen. Mit der Einstellung von Aconcen beendete Merck zugleich sämtliche Aktivitäten auf dem Gebiet der Sexualhormone.

### Beginn der Flüssigkristallforschung bei Merck

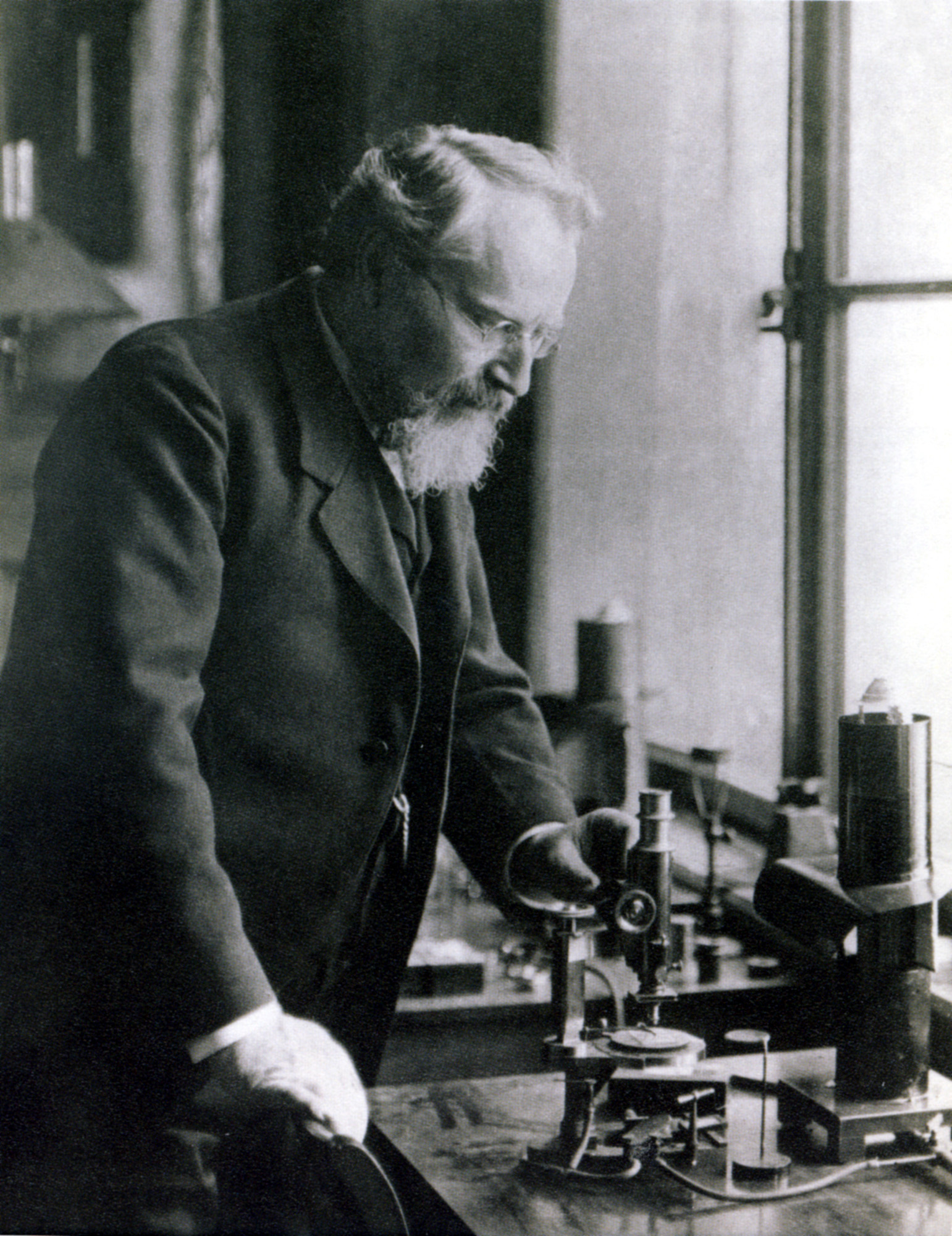
Otto Lehmann, hier 1907 in seinem Labor an der TH Karlsruhe, gab 1904 den ersten Impuls für Flüssigkristalle von Merck.

Nachdem Merck bereits 1904 – auf Wunsch von Otto Lehmann – die ersten Flüssigkristalle (engl. liquid crystals, LC) herstellte und mehr als Kuriosität offerierte, für die es für Jahrzehnte keine nennenswerte technische Anwendung gab, begann das Unternehmen 1968 mit der Forschung auf dem Gebiet der Flüssigkristalle. In den Vereinigten Staaten entwickelte im gleichen Jahr die Firma RCA den ersten Prototyp eines LCDs. Für einige Jahrzehnte blieben die Flüssigkristalle ein sehr kleiner Nischenmarkt für Armbanduhren und Taschenrechner. Als in den 1990er Jahren – Dank der Entwicklung von farbigen Flüssigkristallen und portablen PCs – der Markt zu boomen begann, waren viele der früheren Wettbewerber (u. a. Hoechst AG) bereits aus dem Markt ausgestiegen. Durch das Aufkommen von LC-Monitoren auch für Desktop-PCs, und insbesondere der Flachbildschirme auf TFT-Basis als Fernsehgerät, entwickelte sich das Geschäft mit den Flüssigkristallen zu einem der größten Gewinnbringer des Unternehmens im 21. Jahrhundert. Der Weltmarktanteil lag zeitweise bei über 70 % und war 2009 noch bei über 60 %. Die Sparte Liquid Crystals erlöste 2009 einen Umsatz von 733 Millionen Euro, bei einem operativen Ergebnis von 227 Millionen Euro.

## Von 1970 bis 2000

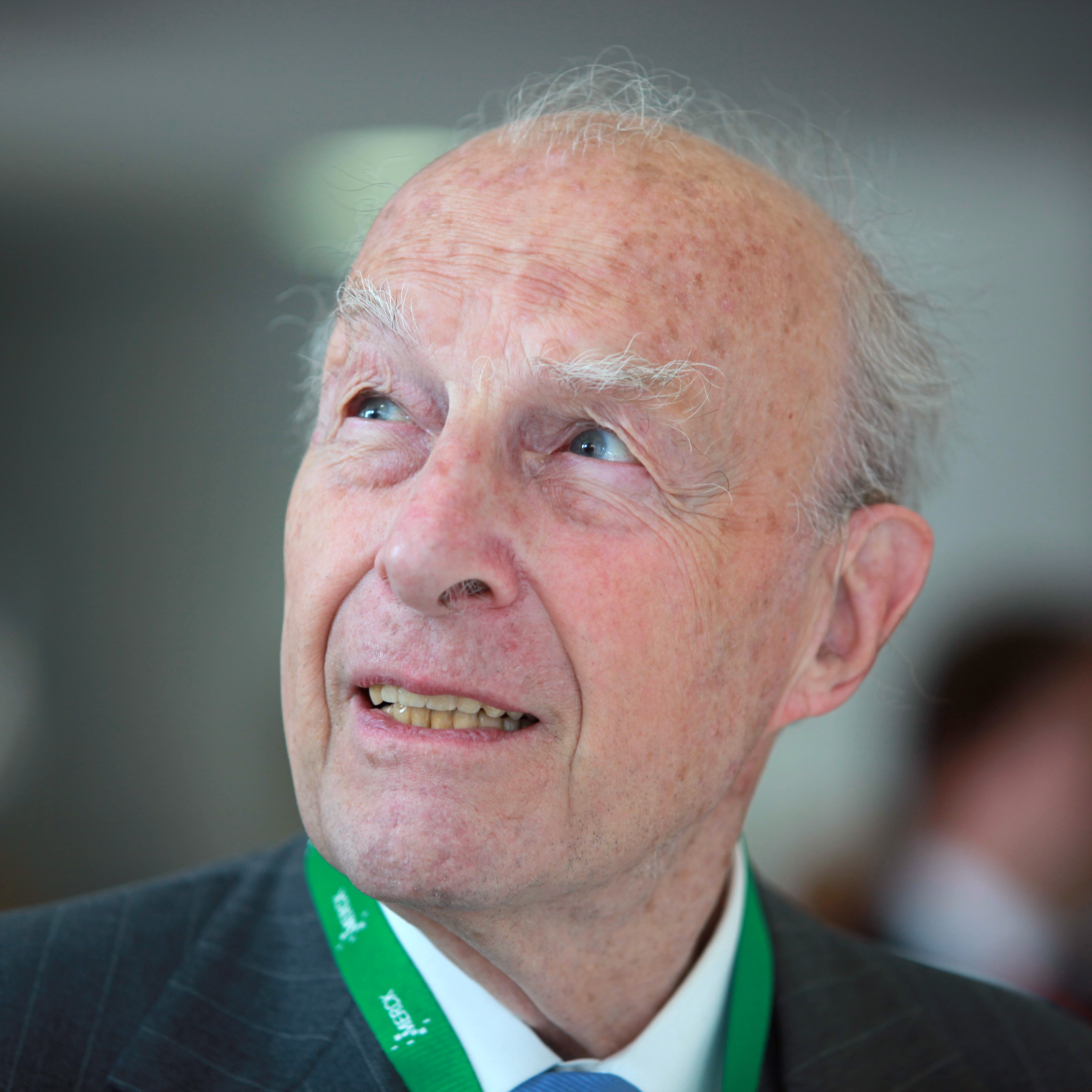
Hans Joachim Langmann war 30 Jahre Vorsitzender der Geschäftsführung von Merck.

1970 wurde Hans Joachim Langmann Vorsitzender der Geschäftsführung. Das Unternehmen erwirtschaftete damals einen Umsatz von 700 Millionen DM (umgerechnet 358 Millionen €). Als Langmann 2000 das Amt niederlegte und in den Ruhestand ging, lag der Umsatz bei 6,74 Milliarden €.
1972 erwarb Merck von der Familie Bracco 50 % der Anteile an der italienischen Bracco-Gruppe. Das im Bereich Diagnostika (Kontrastmittel) tätige Unternehmen war bis zum Jahr 2000 für Merck in Italien der Vertriebskanal für alle Pharma-, Chemie- und Laborprodukte. 2000 wurde die Beziehung zu Bracco durch den Verkauf der Beteiligung am Kontrastmittelgeschäft für knapp 900 Millionen Euro beendet. Im gleichen Jahr gab Merck das traditionsreiche Vitamingeschäft auf.
1980 erwirtschaftete die Merck-Gruppe erstmals einen Jahresumsatz von über einer Milliarde DM. Das zusammen mit Bayer entwickelte Anthelminthikum (Wurmmittel) Praziquantel, Handelsname Biltricide, erhielt 1985 als erstes Arzneimittel den Galenus-von-Pergamon-Preis.
In den 1980er Jahren waren mit Otto Esser (persönlich haftender Gesellschafter von Merck), als Arbeitgeberpräsident (1977 bis 1986) und Hans Joachim Langmann (Vorsitzender der Geschäftsführung), als Vorsitzender des Bundesverbandes der Deutschen Industrie (1985 bis 1986) zwei Mitglieder der Geschäftsführung von Merck in den Spitzenpositionen der beiden wichtigsten Unternehmerverbände Deutschlands.
Merck übernahm 1991 die französische Société Lyonnaise Industrielle Pharmaceutique (Lipha). Das in Lyon beheimatete Unternehmen hatte zur damaligen Zeit 2700 Mitarbeiter, die einen Umsatz von 723 Millionen DM erwirtschafteten. Glucophage (Wirkstoff: Metformin), eine Entwicklung von Lipha, entwickelte sich in der Folgezeit für Merck mit einem Umsatz von über einer Milliarde Euro zu einem Blockbuster.
Zur Finanzierung weiterer Zukäufe entschloss sich das Unternehmen 1995 zum Börsengang. Die Merck KGaA gab 26 % ihrer Anteile an Kommanditaktionäre aus. Den Rest behielt die Familie als Komplementär der E. Merck OHG. Die erste Notierung an der Frankfurter Börse erfolgte am 20. Oktober 1995.
1996 übernahm Merck das gesamte Geschäft an nematischen Flüssigkristallen von Hoffmann-La Roche und war in der Folge der einzige verbliebene europäische Hersteller von Flüssigkristallen.
Das von Merck hergestellte und vertriebene Arzneimittel Acamprosat (Markenname Campral) erhielt 1999 als erste in Deutschland zugelassene Substanz gegen Craving bei Alkoholabhängigkeit den Galenus-von-Pergamon-Preis.

## Merck im 21. Jahrhundert

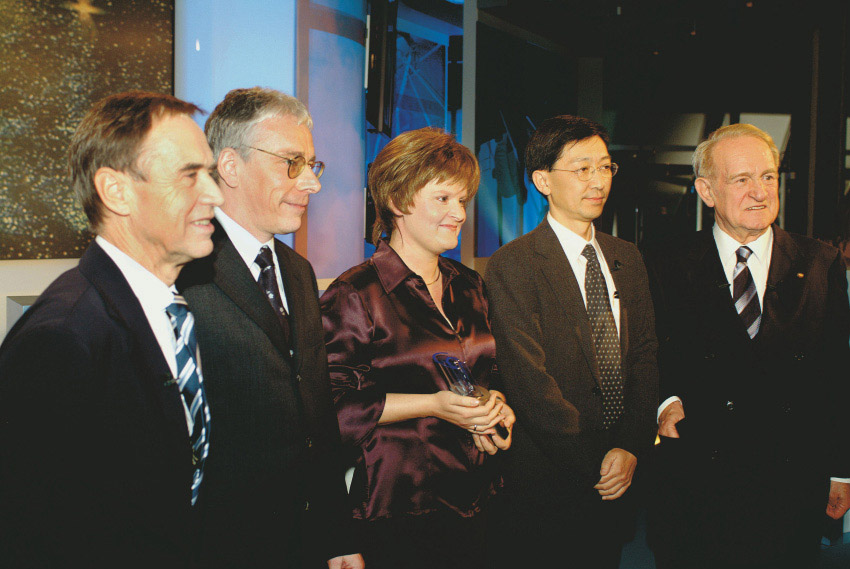
Die Merck’schen Flüssigkristallforscher Matthias Bremer, Melanie Klasen-Memmer und Kazuaki Tarumi bei der Verleihung des Deutschen Zukunftspreises 2003 durch Bundespräsident Johannes Rau.

Der Beginn des 21. Jahrhunderts war für Merck durch eine Reihe von Übernahmen und Verkäufen von Unternehmensteilen geprägt, wie sie in diesem Umfang zuvor in der Unternehmensgeschichte nicht stattgefunden hatten. Dabei wurde das Unternehmen strategisch neu ausgerichtet. Der Umbau des Unternehmens ist dabei offensichtlich noch nicht abgeschlossen.
Die Merck-Forscher Matthias Bremer, Melanie Klasen-Memmer und Kazuaki Tarumi erhielten 2003 von Bundespräsident Johannes Rau den mit 250.000 Euro dotierten Deutschen Zukunftspreis für das Projekt „Leichter, heller, schneller: Flüssigkristalle für Fernsehbildschirme“.
Durch eine im Jahr 2007 durchgeführte Kapitalerhöhung, die im Wesentlichen zur Finanzierung der Übernahme von Serono diente, sank der Anteil der Familie Merck an der Merck KGaA auf 70 %.

### Verkäufe von Unternehmensteilen
Im Frühjahr 2004 verkaufte Merck seine Anteile am Joint Venture Biomet Merck an den Partner Biomet. Das Orthopädieunternehmen wurde 1998 mit Biomet Inc. gegründet und produzierte unter anderem Knochenersatzmaterialen und Implantate.
2004 wurde mit dem Tochterunternehmen VWR International der gesamte Unternehmensbereich Labordistribution für 1,3 Milliarden US-Dollar an das Private-Equity-Unternehmen Clayton, Dubilier & Rice (CD&R) verkauft.
Danach blieben nur noch die Unternehmensbereiche Pharma und Chemie. Einer der Gründe für den Verkauf war die für das Unternehmen vergleichsweise niedrige Umsatzrendite (3,3 % im Jahre 2003), die mit der Labordistribution erzielt wurde.
Im gleichen Jahr wurde die zum Unternehmensbereich Chemie gehörende Sparte Electronic Chemicals an die BASF verkauft. Der Bereich erzielte 2003 noch einen Umsatz von 181 Millionen Euro. Durch diese Maßnahmen war Merck 2006 schuldenfrei.
Im Mai 2007 wurde die zum Unternehmensbereich Pharma gehörende Sparte Generika für 4,9 Milliarden Euro an das US-Unternehmen Mylan Laboratories verkauft. Mit verschiedenen Tochterunternehmen in mehreren Ländern gehörte die Merck KGaA zu den umsatzstärksten Generika-Herstellern der Welt. Mit den Verkaufserlösen wurde zum Teil der Kauf von Serono finanziert.

### Übernahmeversuch der Schering AG
Im März 2006 versuchte Merck den im DAX notierten Berliner Pharmakonzern Schering AG durch eine feindliche Übernahme zu kaufen. Am 13. März unterbreitete Merck dazu den Schering-Aktionären ein Übernahmeangebot in Höhe von 77 Euro pro Aktie. Dies entsprach einem Gesamtwert von 14,6 Milliarden Euro für das gesamte Unternehmen. Die Unternehmensleitung von Schering lehnte das Angebot von Merck als „nicht attraktiv“ ab und die Bayer AG gab ihrerseits als Weißer Ritter mit 86 Euro pro Aktie ein höheres Angebot als Merck ab. Der Vorstand der Schering AG empfahl seinen Aktionären dieses Angebot anzunehmen. Merck unterbreitete den Aktionären daraufhin kein neues höheres Angebot, begann aber damit im großen Stil an der Börse Anteilsscheine der Schering AG zu kaufen und erwarb damit 21,8 % der Unternehmensanteile. Kurz vor Ende der ersten Bieterfrist für die Übernahme einigten sich Merck und Bayer. Bayer übernahm das von Merck gehaltene Aktienpaket für 89 Euro pro Anteilsschein und konnte so die Übernahme retten. Durch diesen Verkauf erzielte Merck innerhalb weniger Tage einen Gewinn von etwa 400 Millionen Euro.

### Übernahme von Serono
Im September 2006 bot Merck den Aktionären des Genfer Biotechnologie-Unternehmen Serono S.A. 1100 CHF pro Aktie. Das freundliche Übernahmeangebot wurde mit dem Serono-Mehrheitsaktionär, der Familie Bertarelli, abgestimmt. Die Familie hielt 64,5 % der Anteile und 75,5 % der Stimmrechte von Serono. Das Gesamtvolumen der Übernahme betrug 16,6 Milliarden CHF, was umgerechnet einem Betrag von 10,6 Milliarden Euro entsprach. Seit Januar 2007 ist Merck Mehrheitsaktionär von Serono. Mit diesem Zukauf wurde Merck das drittgrößte Biotechnologieunternehmen der Welt. Serono wurde mit der eigenen Pharmasparte Ethicals zur Sparte Merck Serono fusioniert, die wiederum ein Teil des Unternehmensbereiches Pharma ist.

### Übernahme von Millipore
Eine weitere freundliche Übernahme gab die Merck KGaA am 28. Februar 2010 bekannt, als sie den Aktionären des US-amerikanischen Unternehmens Millipore Corp. einvernehmlich mit dessen Management ein Angebot von umgerechnet für 5,3 Milliarden Euro unterbreitete. Merck wollte alle ausstehenden Aktien von Millipore übernehmen. Die Aktionäre von Millipore stimmten der Übernahme in einer außerordentlichen Hauptversammlung Anfang Juni 2010 mehrheitlich zu. Nach der Fusion von den Merck Geschäftsbereichen Laboratory Business und Life Science Solutions entstand die neue Chemiesparte Merck Millipore.

### Effizienzsteigerungsprogramm für alle Geschäftsbereiche und Regionen
Ende Februar 2012 hat die Geschäftsleitung von Merck dem Aufsichtsrat und relevanten Arbeitnehmervertretungen erste Pläne für ein Effizienzsteigerungsprogramm vorgestellt. Die Maßnahmen zur Effizienzsteigerung sind Bestandteil des umfassenden Transformationsprogramms, das aus zwei Phasen besteht: In den ersten beiden Jahren plant Merck den Aufbau einer neuen Führungsorganisation, die Umsetzung von Maßnahmen zur Effizienzsteigerung und die Entwicklung einer langfristigen Wachstumsstrategie. In der zweiten Phase wird der Schwerpunkt auf der Erschließung künftiger Wachstumschancen liegen.
Im Rahmen dieses Effizienzsteigerungsprogrammes hat Merck im April 2012 angekündigt, den Hauptsitz der Pharmasparte Merck Serono in Genf zu schließen, womit dort über 1250 Arbeitsplätze verlorengehen. Die Gewerkschaft Unia bezeichnete diesen Schritt als „Kahlschlag“ und bemerkte, es sei „schockierend, dass die Firma fast gleichzeitig die Dividenden um 20 % erhöht“. Der Genfer Regierungsrat Pierre-François Unger sprach von einem „Erdbeben“ für die Genfer und Westschweizer Wirtschaft.

### Übernahme der Biochrom AG
Im August 2012 wurde die Berliner Biochrom AG von Merck übernommen. Biochrom ist tätig im Bereich der Herstellung und Vermarktung von Zellkulturmedien und Pufferlösungen.

### Übernahme von AZ Electronic Materials
Im Mai 2014 übernahm Merck die britische Spezialchemiefirma AZ Electronic Materials (Jahresumsatz rund 530 Millionen Euro im Jahr 2013). Die ehemalige Hoechst-Tochter AZ Electronic Materials stellt Chemikalien für die Elektronikindustrie her - unter anderem Teile für das iPad. Merck unterbreitete hier den AZ-Aktionären ein Angebot über 1,9 Mrd. Euro.

### Übernahme von Sigma-Aldrich
Am 22. September 2014 gab die Merck KGaA die gegenseitige Vereinbarung bekannt, Sigma-Aldrich für 17 Mrd. Dollar (13,1 Mrd. Euro) durch Aktienübernahme zu übernehmen. Die Zustimmung der Aktionäre von Sigma-Aldrich erfolgte am 5. Dezember 2014, die Freigabe durch die amerikanischen Aufsichtsbehörden wurde am 23. Dezember 2014 bekanntgegeben, so dass die Übernahme für die Jahresmitte 2015 erwartet wurde. Am 15. Juni 2015 wurde bekannt, dass die EU-Kommission die 17 Mrd. $ schwere Übernahme genehmigt. Um Wettbewerbsbedenken auszuräumen, musste Sigma einige seiner Anlagen in Deutschland anderweitig verkaufen und auch Merck hat (nicht genannte) Zugeständnisse angeboten. Der Zukauf ist der größte in der Geschichte von Merck.

### Übernahme von Versum Materials
Im September 2019 wurde das amerikanische Unternehmen Versum Materials für 5,8 Mrd. Euro übernommen. Mit der Übernahme soll das Halbleitergeschäft gestärkt werden.

## Merck in der Kritik

### HCH-Affäre
Von 1954 bis 1972 produzierte Merck im Werk Gernsheim das Insektizid Lindan (γ-Hexachlorcyclohexan, γ-HCH) und vertrieb es unter dem Markennamen Jacutin. Ein Großteil der Produktionsrückstände – im Wesentlichen das als Insektizid unwirksame β-HCH – wurde in dieser Zeit mit behördlicher Genehmigung zum Bau eines Parkplatzes am Rheinufer verfüllt. Die HCH-Rückstände wurden damals als ungefährlich eingestuft. Etwa 25 000 t HCH wurden auf einer Fläche von ursprünglich rund 5 200 m² unter dem Parkplatz „entsorgt“. Als Anfang der 1970er in der Milch von Kühen nahe gelegener landwirtschaftlicher Betriebe hohe Mengen von HCH gefunden wurden, entwickelte sich die so genannte ‚HCH-Affäre‘. Der HCH-Grenzwert für Milch wurde teilweise um das 32-fache überschritten.
Die Fläche wurde danach weitgehend versiegelt und Merck musste große Mengen an Grundwasser im Bereich des Parkplatzes abpumpen. Dadurch konnte eine weitere Ausbreitung der Schadstoffe verhindert und die Schadstoffbelastung auf eine „normale Hintergrundbelastung deutscher Ackerstandorte“ gesenkt werden.
Im Oktober 2008 wurde mit dem Abbau und der sachgerechten Entsorgung der Produktionsrückstände begonnen. Bis Februar 2010 waren rund 4 000 t aus dem Parkplatz entfernt. Der Abbau erfolgt nur im Winterhalbjahr, von Oktober bis März. Die Sanierungsarbeiten sind auf insgesamt sechs Jahre und Kosten in Höhe von etwa 27 Millionen Euro veranschlagt. Das abgebaute HCH wird in einer externen Verbrennungsanlage entsorgt.
Auch auf dem Gelände des 1,2 km² großen Darmstädter Hauptwerkes des Unternehmens finden sich im Erdreich Schadstoffe aus früheren Produktionsbetrieben (zum Teil auch durch die Bombenangriffe während des Zweiten Weltkriegs), die in das Grundwasser gelangten. Dazu gehören neben HCH auch Benzol und verschiedene Chlorkohlenwasserstoffe. Das Grundwasser unterhalb des Geländes wird mit Hilfe von 20 Brunnen abgepumpt und gereinigt.

### Kartellstrafe für Preisabsprachen im Vitamingeschäft
Am 21. November 2001 verhängte die Europäische Union wegen unerlaubter Preisabsprachen eine Kartellstrafe gegen Merck und weitere Vitaminproduzenten wie Hoffmann-La Roche, BASF, Aventis, Solvay, Daiichi Sankyō, Eisai und Takeda, in Höhe von insgesamt 855,22 Millionen Euro. Davon entfielen 9,24 Millionen Euro auf Merck.

### Patent auf reife Eizelle
In die Kritik geriet Merck 2010, als bekannt wurde, dass die Firma Applied Research Systems im September 2005 ein Patent für die Verwendung von Interleukin-17 für Oozytenreifung angemeldet hat, das am 22. Juli 2009 erteilt wurde. In den Ansprüchen 1 und 8 geht es dabei um ein Verfahren zur in-vitro-Fertilisation umfassend das Herstellen einer reifen Oozyte. Dadurch – so die Kritik –, dass bei einem erteilten Herstellungspatent auch die mit Hilfe des Verfahrens hergestellten Produkte geschützt seien, erhalte Merck ein Patent auf die Eizelle.
Applied Research Systems hat seinen Sitz auf den Antillen und ist ein Tochterunternehmen der erst 2006, also nach der Patentanmeldung, von Merck übernommenen Serono AG.

### Nicht-Veröffentlichung persönlicher Vorstandsbezüge
Bei Kapitalanlegern geriet Merck mehrfach in die Kritik, da das Unternehmen sich weigerte, die persönlichen Bezüge seiner Vorstandsmitglieder zu veröffentlichen. Auf der Hauptversammlung 2010 verweigerten mehrere große Fondsgesellschaften dem Aufsichtsratsvorsitzenden Rolf Krebs und dem Vorstandsvorsitzenden Karl-Ludwig Kley deshalb die Entlastung; beide wurden mit nur 56 % des anwesenden Kapitals entlastet. Merck lenkte im September 2010 ein. Die persönlichen Vorstandsbezüge sollten noch 2010 veröffentlicht werden.

## Die Unternehmensleitung seit 1668
Von 1668 bis 1855 handelt es sich um den Apotheker der Engel-Apotheke. In den fehlenden Zeiträume wurde die Apotheke durch einen Provisor verwaltet. Im Zeitraum von 1855 bis 1953 ist der älteste offene Teilhaber aufgeführt. Von 1945 bis 1948 war das Unternehmen unter treuhänderischer Verwaltung. Von 1953 bis 1970 ist der jeweilige Vorsitzende des Vorstands der E. Merck AG, von 1970 bis 1994 der Vorsitzende der Geschäftsleitung der E. Merck OHG und ab 1994 der Vorsitzende der Geschäftsleitung der Merck KGaA aufgeführt.
| Name | Leitung des Unternehmens Merck | Bild |
| Belén Garijo (* 1960) | 2021–                          |      |
| Stefan Oschmann (* 1957) | 2016–2021                      |      |
| Karl-Ludwig Kley (* 1951) | 2007–2016                      |      |
| Michael Römer (* 1946) | 2005–2007                      |      |
| Bernhard Scheuble (* 1953) | 2000–2005                      |      |
| Hans Joachim Langmann (1924–2021) | 1970–2000                      |      |
| Hans Harms (1906–1975) | 1959–1970                      |      |
| Karl Merck (1886–1968) 1932–1952 ältester offener Teilhaber (treuhänderische Verwaltung 1945–1948) 1953–1959 Vorsitzender des Vorstands der E. Merck AG | 1932–1959                      |      |
| Willy Merck (1860–1932) | 1923–1932                      |      |
| Emanuel August Merck (1855–1923) | 1913–1923                      |      |
| Louis Merck (1854–1913) | 1899–1913                      |      |
| Wilhelm Merck (1833–1899) | 1885–1899                      |      |
| Carl Merck (1823–1885) | 1855–1885                      |      |
| Heinrich Emanuel Merck (1794–1855) | 1816–1855                      |      |
| Johann Anton Merck (1756–1805) | 1782–1805                      |      |
| Johann Justus Merck (1727–1758) | 1754–1758                      |      |
| Johann Franz Merck (1687–1741) | 1715–1741                      |      |
| Georg Friedrich Merck (1647–1715) | 1678–1715                      |      |
| Friedrich Jacob Merck (1621–1678) | 1668–1678                      |      |